# Graeme Garden
David Graeme Garden, född 18 februari 1943 i Aberdeen, är en brittisk komiker, författare, skådespelare, konstnär och programledare, mest känd som medlem av komeditrion The Goodies.
Garden föddes i Aberdeen i Skottland men växte upp i Preston i Lancashire. Han studerade medicin i Cambridge, där han blev medlem av den prestigefulla teaterklubben "Footlights". Han kom aldrig att arbeta som läkare och sedan slutet av 1960-talet har han varit involverad i många radio- och TV-produktioner.